# Airbus A319
Airbus A319 – samolot pasażerski produkowany od 1995 przez europejskie konsorcjum Airbus. 

## Historia
Pomysł zaprojektowania Airbusa A319 zrodził się na pokazie lotniczym w Paryżu w 1993 roku. Po dwóch latach, 25 sierpnia, pierwszy model tego Airbusa wzniósł się w powietrze. Było to  w Niemczech, w Hamburgu. Samolot jest skróconą wersją Airbus A321, jego zadaniem jest obsługa ruchu pasażerskiego na krótkich i średnich dystansach. Obecnie produkuje się trzy konfiguracje maszyny, od 112 do 142 miejsc. Obecnie Airbusy A319 latają w większości linii lotniczych i są porównywalne do amerykańskich Boeingów 737-300 i 737-700. Rozwinięciem konstrukcji jest Airbus A319neo.

## Galeria

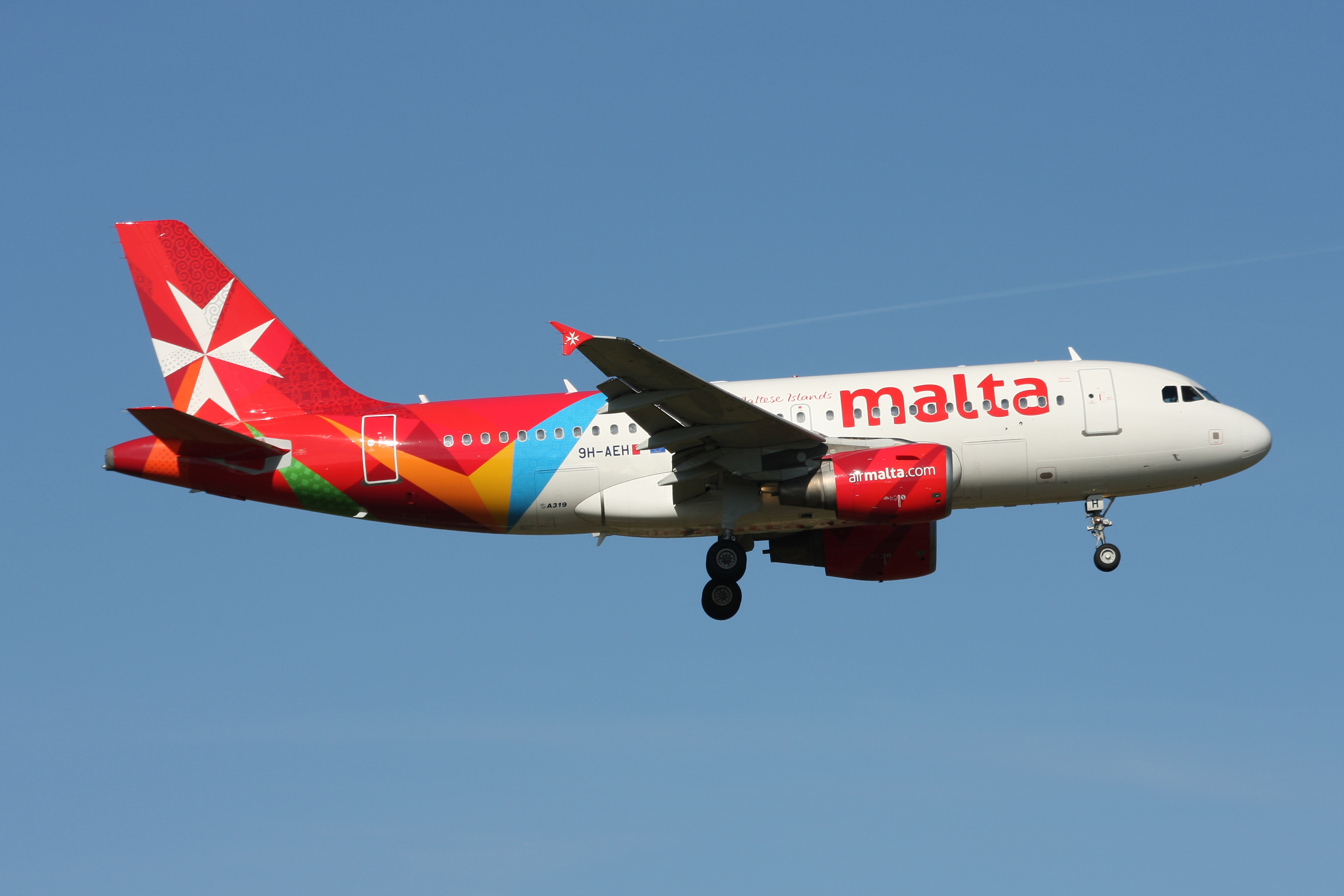
Airbus A319 w barwach Air Malta
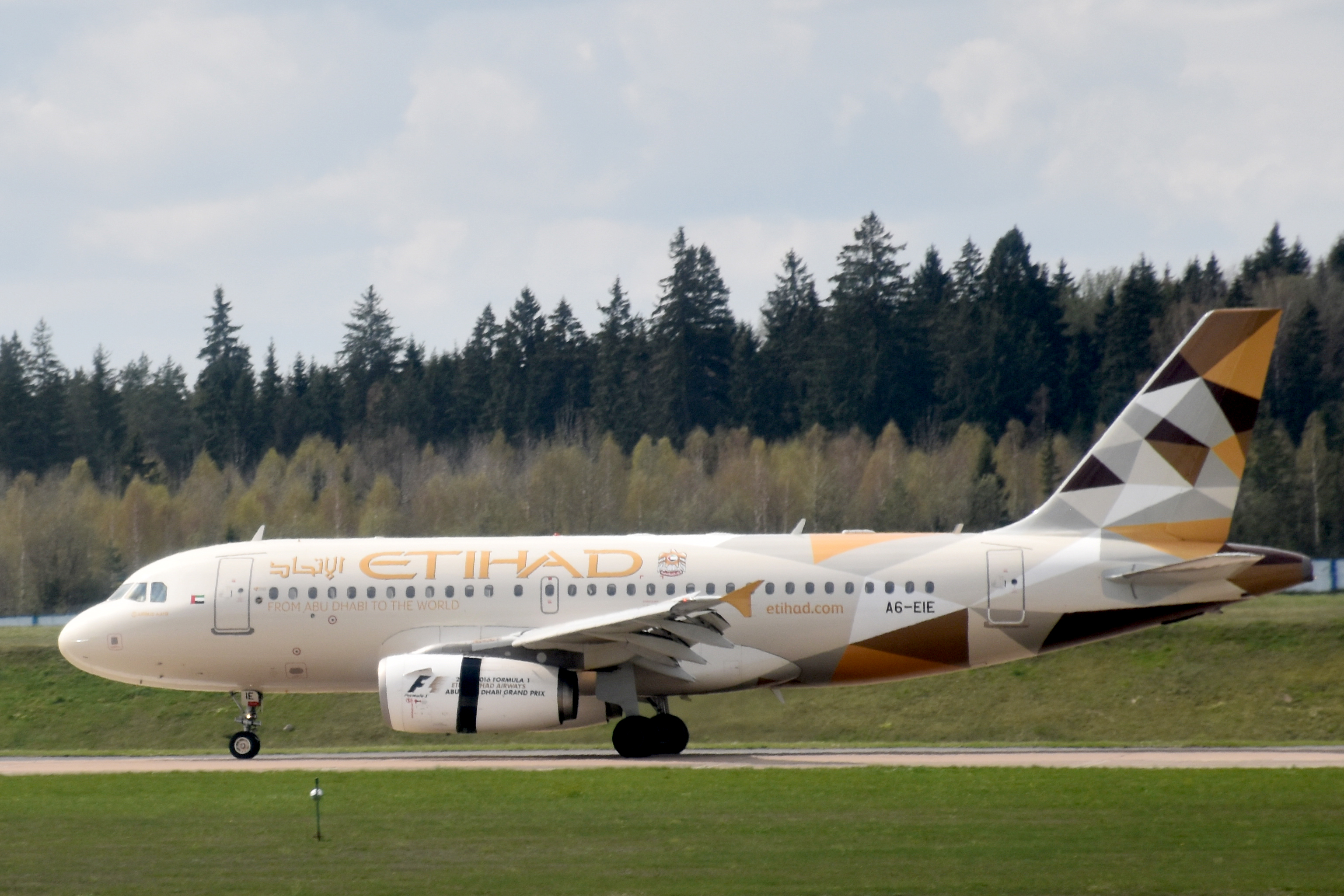
Airbus A319 w barwach Etihad Airways na płycie Portu lotniczego Mińsk
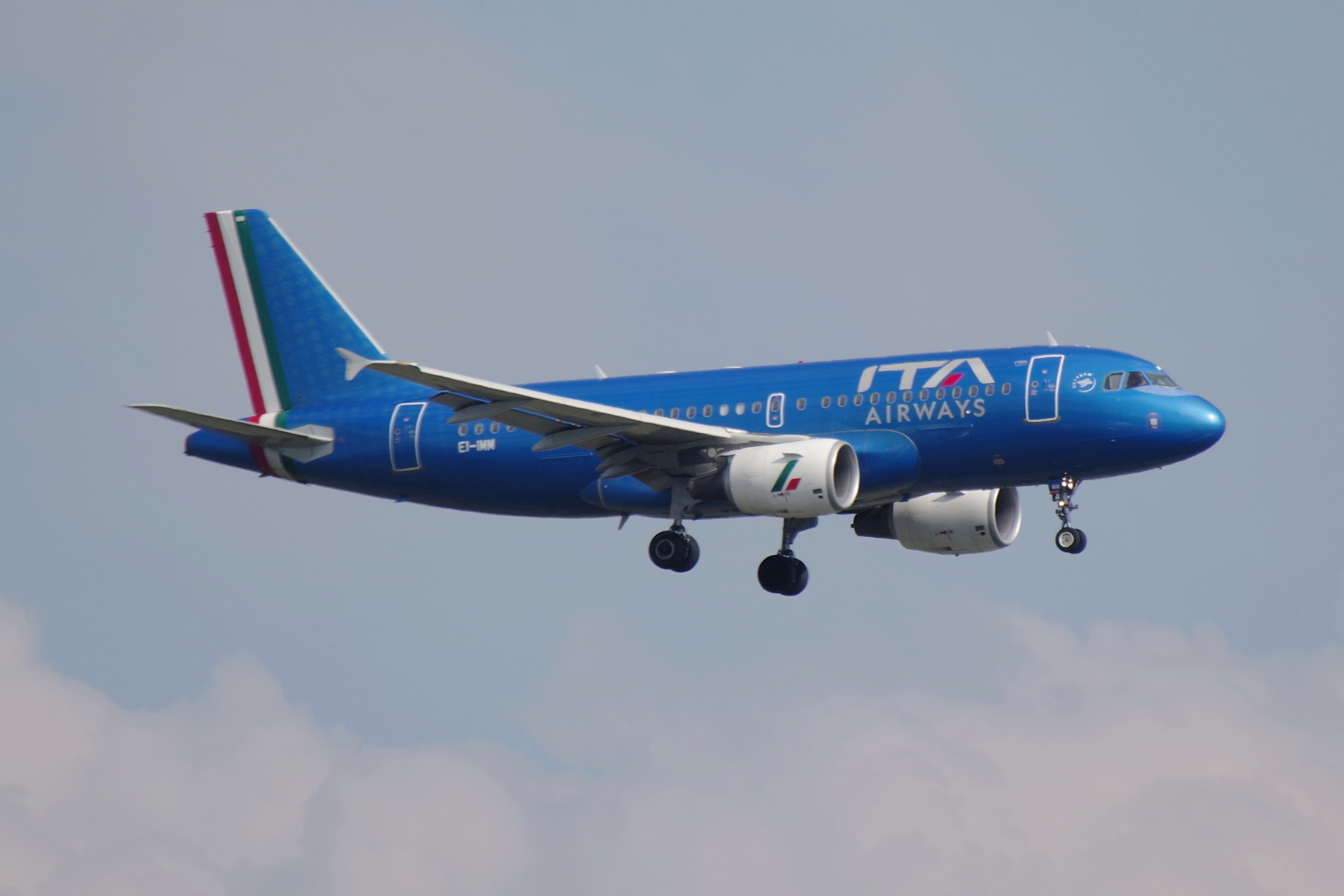
Airbus A319 w barwach ITA Airways
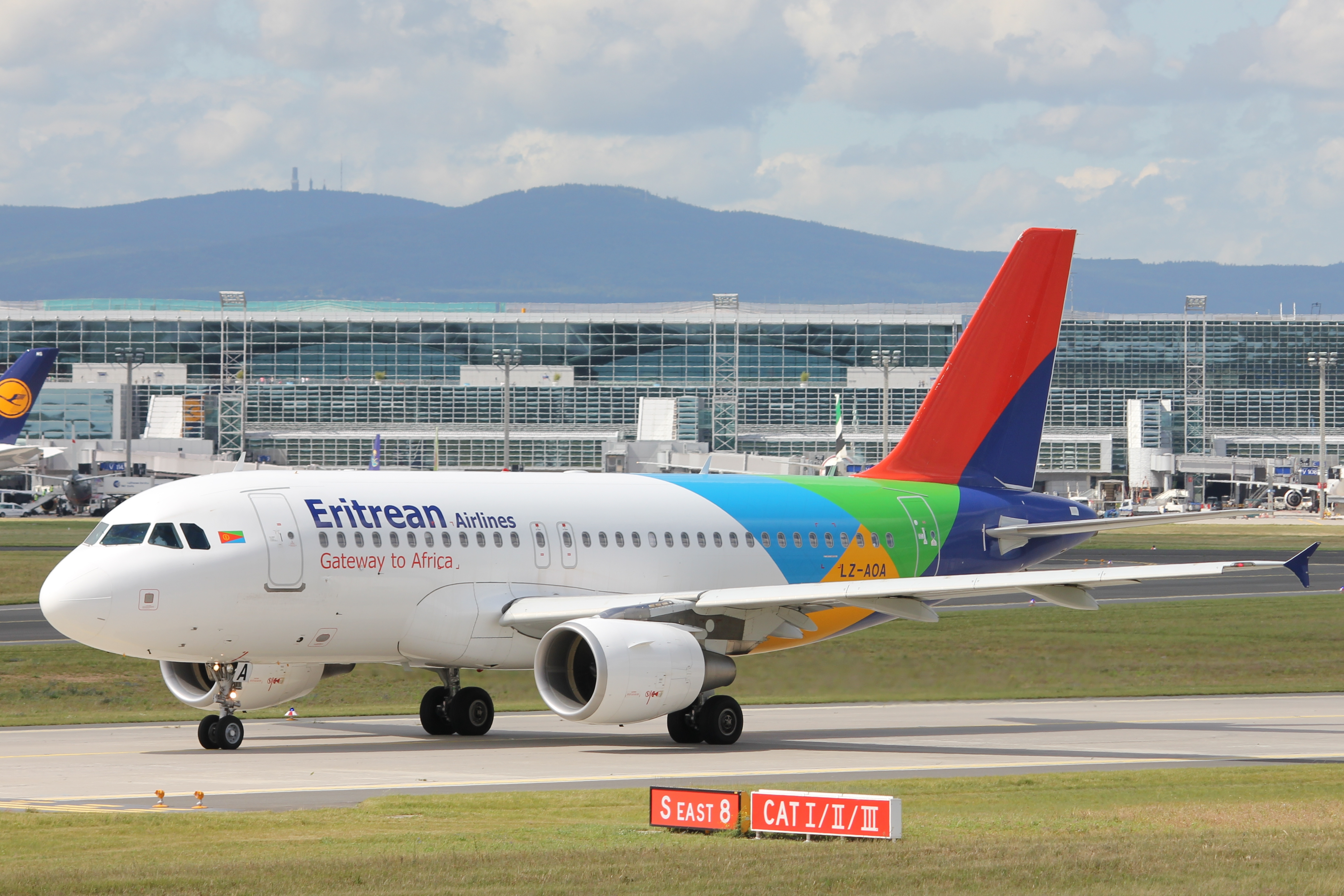
Airbus A319 w barwach Eritrean Airlines na płycie Portu lotniczego Frankfurt